# Pilot (How I Met Your Mother)
Pilot är första avsnittet i TV-serien How I Met Your Mother. Det hade premiär på CBS den 19 september 2005.

## Sammandrag
Ted träffar Robin. Marshall och Lily förlovar sig. Ted berättar för Robin på deras första dejt att han älskar henne och det går inte som han planerat. 

## Handling
Serien börjar år 2030 då Ted Mosby berättar för sina barn om hur han träffade deras mor. Historien börjar 2005, när Teds bästa vän och rumskompis sedan college-tiden Marshall Eriksen friar till sin flickvän Lily Aldrin. Det här får Ted att börja sökandet efter sin egen själsfrände. På en pub vid namn MacLarens, där han möter upp sin vän Barney Stinson, träffar Ted journalisten Robin Scherbatsky som han genast faller för. Ted bjuder ut henne på en dejt, och dejten går bra. Den avbryts dock när Robin får rycka in och sända en nyhetshändelse.
Teds vänner berättar för honom att han borde ha kysst Robin innan hon åkte iväg. Han åker därför till Robins hem (klädd i kostym, vilket gläder Barney). Marshall, Lily och Barney följer med. De stannar till vid restaurangen där den första dejten ägde rum, så att Ted kan stjäla ett blått valthorn som hänger på väggen. Väl hemma hos Robin går allt enligt plan, tills Ted oförklarligt säger till Robin att han älskar henne. Det alltför tidiga tilltaget gör att alla chanser till ett förhållande försvinner. Ted berättar för sina barn att det här var historien om hur han träffade "tant Robin". 

## Produktion
Det första avsnittet introducerar flera återkommande stilgrepp, bland annat ramberättelsen där Ted berättar för sina barn och hopp mellan olika tidsepoker.
Redan här avslöjar seriens skapare att Robin inte kommer att vara mamman utan "tant Robin". Craig Thomas har i intervjuer sagt att han och Carter Bays inte ville att serien i likhet med bland annat "Vänner" skulle handla om huruvida Ted och Robin skulle få varandra i slutändan. Han anser också att det hade varit "kriminellt" att låta Ted bestämma sig för att hitta den rätta och därefter låta det inträffa så snart.
Pilotavsnittet filmades vid CBS Radford, till skillnad från de följande avsnitten av serien. Dessa filmades hos Twentieth Century Fox 

## Element som återkommer i senare avsnitt
- Barney pratar om sin blogg
- Det blå valthornet
- Taxichauffören Ranjit
- Marshall dansar robotdans
- Barneys ständiga uppmaning "Suit up!"
- Barney älskar kostymer
- Leken "Have you met Ted?", som Barney använder för att presentera kvinnor för Ted
- Barney insisterar på att vara Teds bästa vän
- Barney delar upp ord och säger "Wait for it" mellan stavelserna
- Barney säger "What up!"
- Referenser till att Barney älskar laserspel
- Scener som avbryts med att Teds barn unisont säger "What?!"